# Koninklijke Zangvereniging Mastreechter Staar
De Koninklijke Zangvereniging Mastreechter Staar (Mastreechter Staar betekent: Ster van Maastricht) is een in de negentiende eeuw opgericht mannenkoor uit Maastricht, met een uitgebreid repertoire van klassieke en religieuze werken, opera's, operettes, musicals en volksmelodieën. Een alom bekend stuk (uit 1959) van het koor is de "Twaalf Rovers".

## Geschiedenis
Het koor werd opgericht op 23 juli 1883, door enkele leden van de voormalige zangvereniging
Polyhymnia en bestond in het begin uit ongeveer zestig personen.
De eerste directeur was J. Visschers, deze werd na korte tijd al opgevolgd door L. Defesche en er zouden er nog vele volgen. In 1886 behaalde de Mastreechter Staar een eerste prijs met een provinciale wedstrijd in Valkenburg. Tot 1891 waren er verder geen hoogtepunten, totdat in 1891 de uit Aubel afkomstige Peter Gielen directeur werd en het koor nieuw leven in blies.
In 1892 werd er een publieke vergadering belegd op initiatief van de heren Eduard Kemmerling en Jan van Poppel, hierbij werden alle zangers van Maastricht uitgenodigd. Dit werd een groot succes, want ruim 140 nieuwe leden meldden zich aan en zo werd de basis gelegd voor het huidige koor.
Koningin Wilhelmina verleende op 13 april 1899 het predicaat Koninklijk aan de Mastreechter Staar. In 1903 werd koningin Wilhelmina beschermvrouwe van het koor, evenals haar dochter Juliana en kleindochter Beatrix dat na haar zouden worden. Op 28 januari 1907 gaf de Mastreechter Staar een openingsconcert ter gelegenheid van de ingebruikneming van een eigen gebouw aan het Henric van Veldekeplein. Dit 'Feestgebouw', later 'Staargebouw' genoemd, werd in 1955 sterk verbouwd. In 1997 werd het afgebroken voor de bouw van het woningbouwproject Kanunnikencour.
Van 1947 tot 1976 werd het koor gedirigeerd door de vermaarde dirigent Martin Koekelkoren, die nog maar 26 jaar was toen hij bij de Mastreecher Staar begon. In 1958 werd het koor bij de viering van het 75-jarig bestaan door koningin Juliana onderscheiden met de exclusieve Eremedaille voor Kunst en Wetenschap in zilver van de Huisorde van Oranje.
Een van de belangrijkste optredens uit de geschiedenis van het koor was in 1980 ter gelegenheid van de inauguratie van koningin Beatrix in de Nieuwe Kerk te Amsterdam. In 1995 ondernam het koor onder leiding van dirigent Paul Voncken een concerttournee door Canada in het kader van 50 jaar bevrijding.
In 1998 gaf de Mastreechter Staar een concert ter gelegenheid van de opening van de Europese Centrale Bank te Frankfurt am Main, (Duitsland). Dit concert werd rechtstreeks door de Duitse televisie uitgezonden. Het koor was hiertoe uitgenodigd door de heer Wim Duisenberg, de eerste directeur van de E.C.B.
Een bijzonder concert gaf de Mastreechter Staar in september 2006 samen met het Westlands Mannenkoor in Geleen ter gelegenheid van het 50-jarig bestaan van het Westlands Mannenkoor (bekend van onder andere De Glazen Stad). Samen zijn dit zo'n 250 zangers.
Sinds het Jubileumjaar 2008 (het 125-jarig bestaan van de Staar) is jaarlijks ook nog enkele malen opgetreden met het Strauss-orkest van André Rieu, onder andere in Maastricht, Arnhem, (Gelredome) en Amsterdam (Arena).
De vaste solist van het koor is de rasechte Maastrichtenaar Bèr Schellings (bas).
Dirigenten (sinds de oprichting)
- 1885 - 1890: L. Defesche
- 1890 - 1891: L. Barbe
- 1891 - 1936: Peter Gielen
- 1937 - 1945: Henri Heydendael
- 1945 - 1947: Paul Hupperts
- 1947 - 1976: Martin Koekelkoren
- 1977 - 1991: Hennie Ramaekers
- 1991 - 1996: Paul Voncken
- 1996 - 2003: Eduard Rasquin
- 2004 - 2008: Roger Moens
- 2008 - 2016: Paul Voncken
- 2016 - 2023: Frederik Verhooghe
- 2023 - heden: Hennie Ramaekers

## Concerten in Nederland
Het koor heeft ook meerdere malen concerten gegeven in onder andere:
- De Doelen te Rotterdam
- Muziekcentrum Vredenburg te Utrecht
- Concertgebouw te Amsterdam
- Musis Sacrum te Arnhem
- De Vereeniging te Nijmegen

En vanzelfsprekend in het Staargebouw en het Theater aan het Vrijthof te Maastricht.

## Internationale bekendheid
De Mastreechter Staar trad in de loop der jaren ook regelmatig in het buitenland op:
- Canada - 1970: Vancouver, Edmonton en Calgary.

1995: Toronto, Montreal, Quebec en Ottawa.
- Engeland - Londen: Royal Albert Hall, Westminster Abbey, Cadogan Hall.
- Frankrijk - Parijs: Notre Dame, Théâtre des Champs-Élysées.

Clermont-Ferrand, Straatsburg en Ammerschwihr.
- Spanje - Barcelona
- Italië - Rome: onder andere Maria Maggiore en Viterbo.
- Oostenrijk - Wenen: Grosser Musikvereinssaal, Stephansdom.
- Duitsland - Aken, Keulen, Hamburg, Regensburg, Frankfurt am Main (Opening Europese Centrale Bank)
- België - Brussel, Leuven, Kortrijk, Hasselt, Maaseik, Diest en Antwerpen.
- Luxemburg
- Zwitserland - Bazel.
- Hongarije - Boedapest en Székesfehérvár
- Slovenië - onder andere Ljubljana, Bled.

## Discografie
lp's (niet volledig)
- 1959 - Die Zwölf Raüber - 100.000 ep's
- 1961 - Chœur des Pélérins - 100.000 ep's
- 1962 - Stille Nacht, Heilige Nacht - 100.000 ep's
- 1963 - Chœur des Soldats - 100.000 ep's
- 1967 - Beroemde Kerstliederen - 25.000 lp's
- 1967 - Jubileumconcert - 25.000 lp's
- 1972 - Stille Nacht, Heilige Nacht - 25.000 lp's
- 1973 - Die Zwölf Raüber - 25.000 lp's
- 1979 - Frida Boccara & De Mastreechter Staar (LP Philips, Holland)
- 1983 - Proficiat Mastreechter Staar (2 LP Arrival)
- 1990 - Russische Liederen - no 2 (EP[1])

cd's (niet volledig)
- 1995 - Gloria in Excelsis Deo - 25.000 cd's
- 2001 - Hollands Glorie
- 2002 - Hollands Glorie Kerst
- 2009 - 125 jaar Mastreechter Staar met medewerking van Chantal Janzen

Nog regelmatig komen nieuwe cd's uit van het koor.

## Prijzen
- Negen gouden platen voor de verkoop van meer dan 100.000 lp's
- De Gouden Tulp voor de verkoop van 250.000 lp's